# バカルディ・レガシー・カクテルコンペティション
バカルディ・レガシー・カクテルコンペティション（英語: Bacardi Legacy Cocktail Competition）は、バカルディ社が主催する世界的なバーテンダーとカクテルのコンペティション。カクテルコンペティションとしては世界最大規模の大会である。
バカルディ社は世界最大級のラム酒製造業者であり、また同名のブランドのラム酒の製造、販売も行っている。ラム酒をベースにしたモヒートやダイキリは定番のカクテルの1つとして世界中で飲まれているが、バカルディ・レガシー・カクテルコンペティションは「次世代の定番カクテル」を見つけ出すことを目的として開催されている。
世界最大規模のバーテンダーコンペティション、カクテルコンペティションは「ワールドクラス バーテンダーコンペティション」や「ザ・シーバス マスターズ カクテルコンペティション」のようにいくつかあるが、大会出場者がそれまでに展開してきたプロモーション活動の成果を審査員に対してアピールする「カクテルプロモーション審査」が行われるのがバカルディ・レガシー・カクテルコンペティションの特徴である。
各国大会のファイナリストには、Facebookにそれぞれの創作カクテルの作品ページが設置され、SNSでの情報発信や全国各地のバーにプロモーション活動を行ったり、プロモーションツールの開発を行い、カクテルの波及効果を審査することになる。このプロモーションの加点配分はファイナル審査の四分の一を占める。また、実際にカクテルを作る「カクテルパフォーマンス審査」でも、創作したカクテルのインスピレーションのプレゼンテーションを行いながら、カクテルを作る。
2008年に第一回大会が開催された。
2012年の世界大会では日本人の後閑信吾が優勝を果たしている。優勝を決めたカクテル「Speak Low」には、バカルディ社のラムを2種用いる。
2016年の世界大会では、後閑に師事したGNチャンがアメリカ代表として優勝した。弟子を祝福するため後閑がステージに上がった瞬間は、このコンペティションが生んだ新たなレガシーとなった。